# Motion Picture Distributing and Sales Company
La Motion Picture Distributing and Sales Company fu una compagnia di distribuzione cinematografica attiva negli Stati Uniti tra il 1910 e il 1912. La compagnia distribuì quasi duemila e duecento film muti nei suoi tre anni di esistenza.
Venne creata da Carl Laemmle per contrastare lo strapotere del monopolio della General Film Company, la società che univa attraverso la Motion Picture Patents Company la distribuzione della maggior parte dei più grandi studios dell'epoca, controllata dal trust di Thomas Alva Edison.
La Motion Picture Distributing and Sales Company distribuì i film dell'Eclair American, Bison Motion Pictures, New York Motion Picture, Independent Moving Pictures Co. of America (IMP), Nestor Film Company, Champion Film Company